# Liste des maires de Bar-le-Duc
Cet article liste les maires successifs de la commune de Bar-le-Duc.

## Liste des maires

### XVIIIesiècle
| Période           | Période           | Identité                   | Étiquette | Qualité |
| ----------------- | ----------------- | -------------------------- | --------- | ------- |
| 13 février 1789   | 5 février 1790    | Nicolas Adam               |           |         |
| 5 février 1790    | 15 novembre 1790  | Jean-Baptiste Henriot      |           |         |
| 15 novembre 1790  | 17 novembre 1791  | Jean Robert                |           |         |
| 17 novembre 1791  | 22 octobre 1792   | Charles-Benoît Brion       |           |         |
| 22 octobre 1792   | 30 décembre 1793  | Henry Mailfer              |           |         |
| 30 décembre 1793  | 11 octobre 1794   | Jean-Baptiste Barbier      |           |         |
| 11 octobre 1794   | 8 novembre 1795   | Jean Leblanc-Gand          |           |         |
| 8 novembre 1795   | 1er avril 1797    | Charles Henrionnet-Lapique |           |         |
| 1er avril 1797    | 15 septembre 1798 | Jean-Baptiste Jeannot      |           |         |
| 15 septembre 1798 | 22 avril 1799     | Nicolas Robert-Adam        |           |         |
| 22 avril 1799     | 4 avril 1800      | Charles Henrionnet-Lapique |           |         |

### XIXesiècle
| Période            | Période            | Identité                          | Étiquette | Qualité                                                                                    |
| ------------------ | ------------------ | --------------------------------- | --------- | ------------------------------------------------------------------------------------------ |
| 4 avril 1800       | 9 mars 1802        | Charles-J.-Baptiste Henrionnet    |           |                                                                                            |
| 9 mars 1802        | 12 juin 1802       | Pierre-François Launois-Marchal   |           |                                                                                            |
| 12 juin 1802       | 24 novembre 1803   | Nicolas Robert-Adam               |           |                                                                                            |
| 24 novembre 1803   | 28 mars 1804       | Charles-J.-Baptiste Henrionnet    |           |                                                                                            |
| 28 mars 1804       | 30 septembre 1808  | Nicolas-Louis Henriquet-Baillot   |           |                                                                                            |
| 30 septembre 1808  | 11 décembre 1808   | Pierre-François Launois-Marchal   |           |                                                                                            |
| 11 décembre 1808   | 3 avril 1813       | Jean-Louis Pierre                 |           |                                                                                            |
| 3 avril 1813       | 30 août 1815       | Baron Jean-Louis Demangeot        |           |                                                                                            |
| 30 août 1815       | 18 décembre 1815   | Charles-François Bouillard-Soury  |           |                                                                                            |
| 18 décembre 1815   | 12 novembre 1817   | J.-Baptiste-François de Vendières |           |                                                                                            |
| 12 novembre 1817   | 14 mars 1824       | Charles-François Bouillard-Soury  |           |                                                                                            |
| 14 mars 1824       | 1er novembre 1828  | Jacques-Nicolas Durival           |           |                                                                                            |
| 1er novembre 1828  | 28 janvier 1832    | Charles-François Bouillard-Soury  |           |                                                                                            |
| 28 janvier 1832    | 31 mai 1838        | Nicolas-François Mayeur           |           | Négociant, Président du Tribunal de commerce, conseiller d'arrondissement                  |
| 31 mai 1838        | 26 juin 1839       | Claude Demangeot-Baillot          |           |                                                                                            |
| 26 juin 1839       | 12 août 1840       | Jean-Baptiste Aubert              |           |                                                                                            |
| 12 août 1840       | 18 septembre 1840  | Jean-Sébastien Labouille          |           |                                                                                            |
| 18 septembre 1840  | 10 mai 1848        | Paulin Gillon                     |           | Avocat Conseiller général de la Meuse (1837-1848) Conseiller d'arrondissement (1834-?)     |
| 10 mai 1848        | 25 août 1848       | Bernard Trichon-Saint-Paul        |           |                                                                                            |
| 25 août 1848       | 28 août 1848       | P.-H. Boucher de Morlaincourt     |           |                                                                                            |
| 28 août 1848       | 6 octobre 1853     | Bernard Trichon-Saint-Paul        |           |                                                                                            |
| 6 octobre 1853     | 2 février 1861     | Louis Sainsère                    |           | Nommé par l'empereur                                                                       |
| 2 février 1861     | 27 septembre 1867  | Claude Millon                     |           |                                                                                            |
| 27 septembre 1867  | 11 décembre 1867   | Émile Mayeur                      |           |                                                                                            |
| 11 décembre 1867   | 2 juin 1875        | Henry Raymond Bompard             |           | Industriel Représentant de la Meuse (1871-1876) Conseiller municipal (septembre 1852-1867) |
| 2 juin 1875        | 23 mai 1879        | Jean-Jacques Laguerre             |           |                                                                                            |
| 23 mai 1879        | 25 août 1882       | Ernest Bradfer (1833-1882)        |           | Maître de forges                                                                           |
| 25 août 1882       |                    | Rémy-Émile Bala                   |           |                                                                                            |
| 18 mai 1888        | 20 mai 1888        | Rémy-Émile Bala                   |           |                                                                                            |
| 20 mai 1888        | 6 mars 1890        | Albert Masse                      |           |                                                                                            |
| 6 mars 1890        | 1er septembre 1895 | Charles Busselot                  |           |                                                                                            |
| 1er septembre 1895 | 20 mai 1900        | Albert Pernet                     |           |                                                                                            |

### XXesiècle
| Période           | Période           | Identité                     | Étiquette | Qualité |
| ----------------- | ----------------- | ---------------------------- | --------- | --- |
| 20 mai 1900       | 8 mai 1904        | Philogène-Albert Pernet      |           | |
| 8 mai 1904        | 24 février 1907   | Édouard-Joseph-Marie Thirion |           | |
| 24 février 1907   | 17 mai 1908       | Camille-Hubert Adam          |           | |
| 17 mai 1908       | mai 1912          | Pol Chevalier (1861-1935)    | ALP       | Avoué au tribunal de Bar-le-Duc Conseiller général du canton de Bar-le-Duc (1902-1935) |
| mai 1912          | décembre 1919     | Joseph Macquart-Moulin       |           | |
| décembre 1919     | juin 1921         | Pol Chevalier (1861-1935)    | ALP       | Avoué au tribunal de Bar-le-Duc Conseiller général du canton de Bar-le-Duc (1902-1935) Sénateur de la Meuse (1920-1924, 1933-1935) |
| juin 1921         | février 1934      | Henri Facdouel               |           | |
| février 1934      | 21 juin 1940      | François Demeusy             |           | |
| 21 juin 1940      | 6 février 1941    | Louis Hohmann                | SFIO      | |
| 6 février 1941    | 8 septembre 1944  | François Demeusy             |           | |
| 8 septembre 1944  | 7 février 1947    | Jean Jeukens                 | RPF       | |
| 7 février 1947    | 7 novembre 1949   | Georges Gallais              | RPF       | |
| 7 novembre 1949   | 7 mai 1953        | Jean Jeukens                 |           | |
| 7 mai 1953        | 20 mars 1959      | Jean Collot                  |           | |
| 20 mars 1959      | 27 septembre 1970 | Pierre Marizier              | DVD       | Conseiller général de Bar-le-Duc (1958 → 1973) |
| 27 septembre 1970 | 24 juin 1995      | Jean Bernard,                | PS        | Professeur et militant syncal Député de la Meuse (1re circ.) (1973 → 1978, 1981 → 1986) Conseiller général de Bar-le-Duc-Nord (1973 → 1992) |
| 24 juin 1995      | mars 2001         | Bertrand Pancher             | UDF-PRV   | Directeur du développement Conseiller général du canton de Bar-le-Duc-Nord (1992-2004) Président du conseil général de la Meuse (2001 → 2004) Président de la CC de Bar-le-Duc (2002 → 2008) Démissionnaire pour être élu président du conseil général de la Meuse |

### XXIesiècle
| Période      | Période                        | Identité         | Étiquette       | Qualité |
| ------------ | ------------------------------ | ---------------- | --------------- | --- |
| 18 mars 2001 | 21 mars 2008                   | Martine Huraut   | UMP             | Conseillère régionale de Lorraine (2004 → 2010) |
| 21 mars 2008 | 4 avril 2014                   | Nelly Jaquet     | PS              | Conseillère régionale de Lorraine (2004 → ? ) Présidente de la CC de Bar-le-Duc (2008 → 2012) Présidente de la CA Bar-le-Duc Sud Meuse (2013 → 2014) Chevalière de l'Ordre national du Mérite |
| 4 avril 2014 | juin 2017                      | Bertrand Pancher | UDI-PRV         | Directeur du développement Député de la Meuse (1re circ.) (2007 → 2024) Président de la CA Bar-le-Duc Sud Meuse (2014 → 2017) Démissionnaire à la suite de sa réélection comme député         |
| 29 juin 2017 | En cours (au 30 novembre 2023) | Martine Joly     | UDI-PRV puis MR | Inspectrice de l’Éducation Nationale Conseillère départementale de Bar-le-Duc-2 (2015 → ) Présidente de la CA Bar-le-Duc Sud Meuse (2017 → ) Réélue pour le mandat 2020-2026                  |